# Віла-Нова-де-Сан-Педру
Віла-Нова-де-Сан-Педру (порт. Vila Nova de São Pedro; МФА: [ˈvi.ɫɐ ˈno.vɐ dɨ ˈsɐ̃w ˈpe.dɾu]) — парафія в Португалії, у муніципалітеті Азамбужа. Розташована в західній частині країни, на теренах історичної португальської провінції Ештремадура. Входить до складу округу Лісабон. За адміністративним поділом, чинним до 1976 року, терени парафії були складовою провінції Рібатежу. Належить до Лісабонського патріархату Католицької церкви. Патрон — святий Петро. Площа — 14,3607 км². Населення — 687 ос. (2011). Слабо урбанізований регіон. Густота населення — 47,84 осіб/км²
. Код — 110308.

## Населення
| Кількість мешканців | Кількість мешканців | Кількість мешканців | Кількість мешканців | Кількість мешканців | Кількість мешканців | Кількість мешканців | Кількість мешканців | Кількість мешканців | Кількість мешканців | Кількість мешканців | Кількість мешканців | Кількість мешканців | Кількість мешканців | Кількість мешканців |
| ------------------- | ------------------- | ------------------- | ------------------- | ------------------- | ------------------- | ------------------- | ------------------- | ------------------- | ------------------- | ------------------- | ------------------- | ------------------- | ------------------- | ------------------- |
| 1864                | 1878                | 1890                | 1900                | 1911                | 1920                | 1930                | 1940                | 1950                | 1960                | 1970                | 1981                | 1991                | 2001                | 2011                |
|                     |                     |                     |                     |                     |                     | 1 220               | 1 292               | 1 305               | 1 274               | 1 057               | 893                 | 791                 | 725                 | 687                 |